# 守谷亨
守谷 亨（もりや とおる、1930年12月17日 - ）は、日本の理論物理学者、
神奈川県出身。1953年大阪大学卒業。ベル電話研究所研究員などを経て、1972年東京大学教授、のちに東京理科大学教授に就任。物質の磁性の基礎理論を専門とし、反対称交換相互作用（ジャロシンスキー・守谷相互作用）を発見した。

## 著作
- 「磁性理論の進歩」（金森順次郎と共編） 裳華房 1983年
- 「磁性物理学 物理の考え方 (1)」 朝倉書店 2006年

## 受賞歴
- 1979年 - 仁科記念賞
- 1989年 - 日本学士院賞
- 1994年 - 本多記念賞
- 2003年 - 日本物理学会論文賞

## 参照
- 「日本人名大辞典」講談社  2001年